# Заштибовування
Заштибовування (рос. заштыбовка, англ. gumming, jamming, choking, clogging; нім. Verstopfung f durch Schrämklein n) — забивання ущільненою масою штибу прохідних отворів, заклинювання (внаслідок переповнення) функціональних органів гірничих машин, машин збагачення корисних копалин внаслідок переповнення або недосконалого очищення порожнин та зазорів.
Заштибовування виконавчого органу гірничої машини — заклинювання виконавчого органу гірни-чої машини штибом, що знаходиться у врубовій щілині або між його рамою і напрямними.